# Redneck Woman
Redneck Woman är en sång skriven av John Rich och Gretchen Wilson, och inspelad av Gretchen Wilson på albumet Here for the Party från 2004. Singeln, som var hennes första, släpptes i mars samma år, och toppade listan Hot Country Singles & Tracks, samt nådde 22:a-platsen på poplistan.
Sången kom allmänt att betraktas som Gretchen Wilsons signaturmelodi, tilldelades 2005 också en Grammy för bästa kvinnliga sånginsats inom country. En musikvideo spelades också in.
Sången förekommer också i spelen Karaoke Revolution Country och “Country Dance”.
2005 spelade Jill Johnson in sången på albumet Being Who You Are.

## Listplaceringar
Sången tillbringade fem veckor på förstaplatsen på listan Hot Country Songs.
| Lista (2004)                         | Topplacering |
| ------------------------------------ | ------------ |
| Australien (ARIA)                    | 50           |
| UK Singles (Official Charts Company) | 42           |
| US Billboard Hot 100                 | 22           |
| US Country Songs (Billboard)         | 1            |

### Årslistor
| Lista (2004)                   | Topplacering |
| ------------------------------ | ------------ |
| USA, Country Songs (Billboard) | 11           |

## Övrigt
- I tredje avsnittet av TV-serien Smash, framför Katharine McPhee sången i en karaokebar.
- Amerikanska parodiartisten Cledus T. Judd spelade in en parodivariant vid namn "Paycheck Woman" på albumet Bipolar and Proud 2004.

### Fotnoter
1. ↑  ”Rowdy country singer Gretchen Wilson lets fans see a softer side”. SJ-R.com. Arkiverad från originalet den 1 december 2007. https://web.archive.org/web/20071201073642/http://starbulletin.com/2007/06/29/features/story02.html. Läst 20 augusti 2007.
2. ↑  Rogers, Nick (9 augusti 2007). ”‘Redneck Woman’ Wilson is here for the party”. SJ-R.com. http://www.sj-r.com/Entertainment/stories/13811.asp. Läst 20 augusti 2007.
3. ↑  Information i Svensk mediedatabas.
4. ↑  Whitburn, Joel (2008). Hot Country Songs 1944 to 2008. Record Research, Inc. sid. 471. ISBN 0-89820-177-2
5. ↑  "Australian-charts.com - Gretchen Wilson - Redneck Woman". ARIA Top 50 Singles. Hung Medien.
6. ↑  "Gretchen Wilson: Artist Chart History" UK Singles Chart.
7. ↑  "Gretchen Wilson Album & Song Chart History" Billboard Hot 100 for Gretchen Wilson. Prometheus Global Media.
8. ↑  "Gretchen Wilson Album & Song Chart History" Billboard Country Songs for Gretchen Wilson. Prometheus Global Media.
9. ↑  ”Best of 2004: Country Songs”. Billboard. Prometheus Global Media. 17 mars 2004. http://www.billboard.com/charts/year-end/2004/hot-country-songs. Läst 11 juli 2012.